# Алмали (Байдібека район)
Алмали́ (каз. Алмалы) — село у складі району Байдібека Туркестанської області Казахстану. Адміністративний центр Алмалинського сільського округу.
До 1992 року село називалось Орловка.
Населення — 504 особи (2021; 661 у 2009, 582 у 1999, 243 у 1989).